# サウジアラビアの国章
サウジアラビア王国の国章（サウジアラビアのこくしょう）は、二本の交差した新月刀（シミター）の上にサウジアラビアの木である椰子の木が描かれている。椰子と刀の紋章は、1930年頃から用いられてきたが、国章としては1950年から使われている。
制定当初に二本の刀が意味したものは、国名がサウジアラビアになる以前の国名だった「ナジュド及びヒジャーズ王国」の二つの地域を表すというものや、サウジアラビアを建国したサウード家とワッハーブ家とを表すというものもある。
今日では、椰子の木は農業・オアシス・生命力・成長を表し、二本の剣は正義や信仰に根ざす力、イスラムの守護を表すとされる。

ヒジャーズ王国の国章
ナジュド及びヒジャーズ王国の国章
1932年から1950年までの国章